# Александровка (Ахтырский район)
Алекса́ндровка (укр. Олександрівка) — село, Великописаревская поселковая община, Ахтырский район, Сумская область, Украина. До 17 июля 2020 года входило в состав упразднённого Великописаревского района.
Код КОАТУУ — 5921281304. Население по переписи 2001 года составляло 430 человек, в 2023 году проживает 60 человек.

## Географическое положение
Село Александровка находится на левом берегу реки Ворскла, выше по течению на расстоянии в 1,5 км расположено село Лукашовка, ниже по течению на расстоянии в 0,5 км расположен пгт Великая Писаревка, на противоположном берегу — село Заречье Второе (Белгородская область). Рядом проходит автомобильная дорога Т-1705. Близ села проходит российско-украинская граница.

## Известные люди
- Стельмах Владимир Семёнович — председатель Национального банка Украины(2000—2002, 2004—2010), родился в селе Александровка.